# Ashington A.F.C.

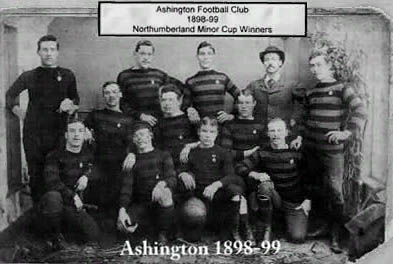
Câu lạc bộ Ashington giai đoạn 1898–99

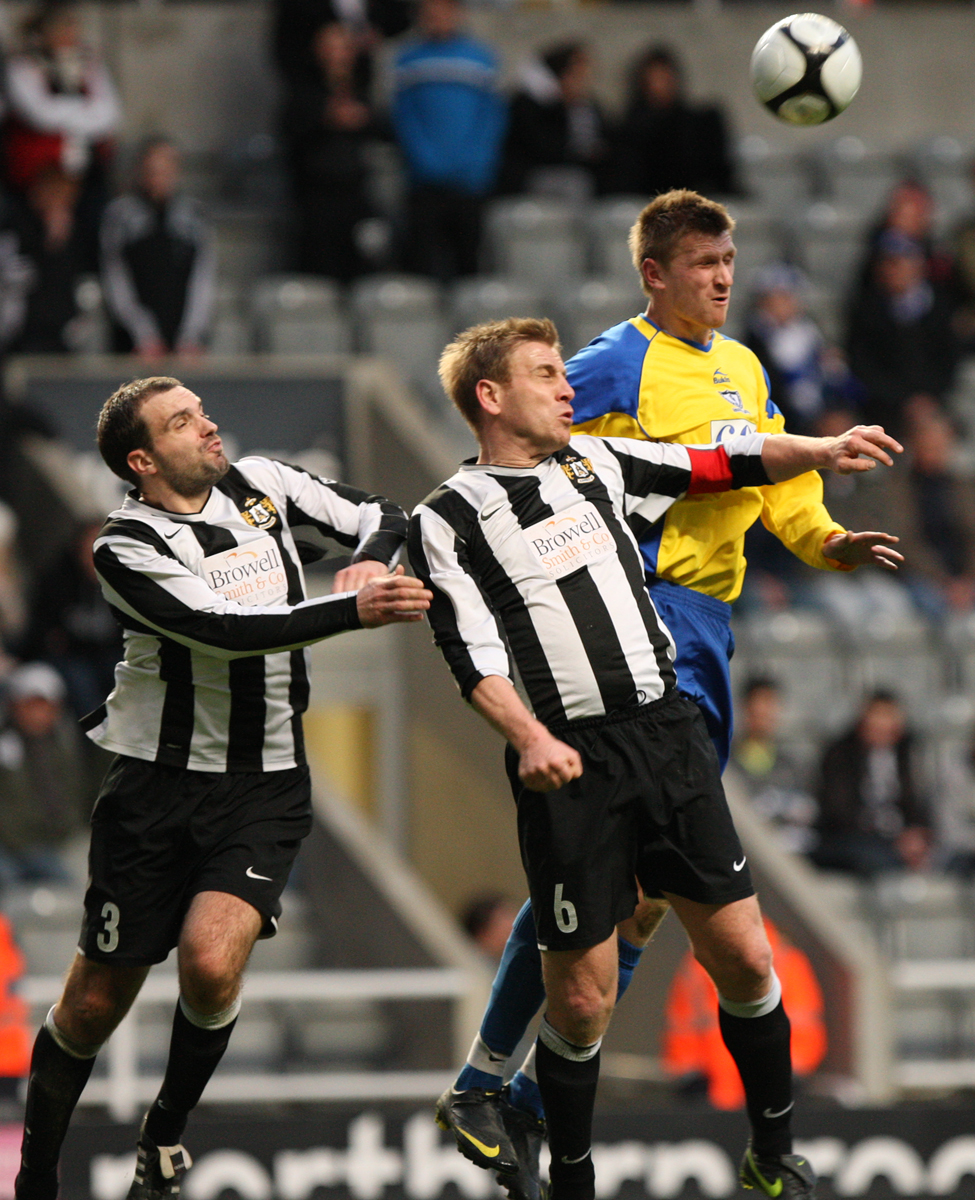
Marc Wamsley (trái), Iain Nickalls (giữa) và Phil Bell của Đội Whitley Bay (phải) với tình huống tranh giành bóng trong trận Chung kết Northumberland Senior Cup 2010 trên Sân St James 'Park.

Ashington Association là một câu lạc bộ bóng đá có trụ sở tại Ashington, Northumberland, Anh. Câu lạc bộ hiện đang chơi ở Northern League Division One và có sân nhà tại Woodhorn Lane.
Được thành lập vào năm 1883, câu lạc bộ đã chơi ở một số giải đấu địa phương và khu vực, bao gồm Northern Alliance, East Northumberland League, North Eastern League, Midland League, Wearside League và North Regional League. Đội bóng cũng là thành viên sáng lập của Liên đoàn bóng đá Hạng ba miền Bắc vào năm 1921. Câu lạc bộ sau này là thành viên sáng lập của Northern Premier League vào năm 1968 và đã thi đấu tại Northern League từ năm 1970.

## Thành tích
- Northern League
  - Nhà vô địch Division Two các mùa giải 2000–01, 2003–04
  - Nhà vô địch Ernest Armstrong Memorial Cup các mùa giải 1998–99, 2002–03
- Northern Alliance
  - Nhà vô địch các mùa giải 1913–14
- East Northumberland League
  - Nhà vô địch các mùa giải 1897–98
- Northumberland Senior Cup
  - Nhà vô địch các mùa giải 1920–21, 1932–33, 1938–39, 1949–50, 1955–56, 1956–57, 1961–62, 1966–67, 1979–80, 2012–13